# Villecomtal
Villecomtal är en kommun i departementet Aveyron i regionen Occitanien i södra Frankrike. Kommunen ligger  i kantonen Estaing som ligger i arrondissementet Rodez. År 2022 hade Villecomtal 426 invånare.

## Befolkningsutveckling
Antalet invånare i kommunen Villecomtal
Referens: INSEE